# شاهزاده ایران (بازی ویدئویی ۱۹۸۹)
شاهزادهٔ ایران (به انگلیسی: Prince of Persia) نخستین بازی رسمی از سری بازی‌های شاهزاده ایران است که به طراحی جوردن مکنر در سال ۱۹۸۹ برای اپل ۲ ساخته شد. این بازی در ایران دوره قرون وسطی رخ می دهد. بازیکنان نقش کاراکر ناشناس را به عهده می گیرند و باید از طریق یک سری سیاه چاله فرار، وزیر اعظم جعفر را شکست دهند و شاهزاده را نجات دهند.
مانند بازی کاراته کا، بازی شاهزاده پارسی از تکنیک روتوسکوپی برای ایجاد انیمیشن های روان و واقعگرایانه استفاده می کند. مکنر برای ثبت حرکات از برادرش که در لباس سفید حرکات را انجام می داد فیلم گرفته است.[1] او از فیلم های شمشیر زنی مانند ماجراهای رابین هود الهام گرفت.
این بازی مورد تحسین منتقد ها قرار گرفت و اگرچه در ابتدا موفقیت تجاری خیلی بزرگی نشد. در نهایت مقدار زیادی فروش کرد زیرا پس از عرضه بر کامپیوتر اپل 2 بر روی سخت افزار های زیادی انتقال یافت. باور بر این است که این اولین بازی پلتفرمر سینمایی بوده و الهام بخش بازی های مختلفی مانند بازی جهانی دیگر شده است.[2] این بازی دو دنباله به نام های شاهزاده ایران: سایه و شعله (1993) و شاهزاده ایران سه‌بعدی (۱۹۹۹) دریافت کرد. پس از تغییرات فراوان در گیم پلی این سری با بازی شاهزاده ایران: شن‌های زمان (۲۰۰۳)، شاهزاده ایران: جنگجوی درون (۲۰۰۴)، شاهزاده ایران: شن‌های فراموش‌شده (۲۰۱۰) و شاهزاده ایران: تاج گمشده (۲۰۲۴) ادامه یافت.

## گیم پلی
هدف اصلی بازیکن این است که قبل از اتمام زمان از سیاه چال خارج و وارد برج قلعه شود. بازیکن باید با دور زدن تله ها و مبارزه با دشمنان راه خود را پیش بگیرد. این بازی از دوازده مرحله تشکیل شده است (البته بعضی از نسخه های کنسولی دارای مراحل بیشتر هستند). بازیکنان میتوانند از مرحله دوم بازی خود را ذخیره و بعدا ادامه دهند.
بازیکن دارای نوار سلامتی است که از مثلث های قرمز رنگ تشکیل شده است. هر بار که شخصیت آسیبی ببیند یکی از این مثلث ها کم می شود. کوزه های کوچیکی وجود دارد که حاوی معجون هایی با رنگ و اندازه های مختلف هستند. معجون قرمز کوچک یک مثلث را بازیابی می کند. معجون های آبی سمی هستند و یک مثلث کم می کنند. معجون های قرمز بزرگ تعداد مثلث های کلی را افزایش می دهند و معجون های بزرگ سبز به طور موقت قابلیت شناور شدن می دهند. اگر بازیکنان بمیرند به ابتدای مرحله برمیگردند اما تایمر بر نمیگردد و به عنوان یک جریمه عمل می کند. تعداد مشخصی برای مردن تأیین نشده است اما اگر زمان تمام شود جعفر شاهزاده را می کشد و بازی به پایان می رسد.
تغییرات هر نسخه کنسول:
- نسخه داس اجازه می دهد که اگر بازیکن در اواخر مرحله 12 است در صورت اتمام زمان تنها با یک جان بتواند به بازی ادامه دهد. بنابراین:

1. راه اندازی مجدد مرحله مرگ حساب نمی شود و بازیکن می تواند به بازی ادامه دهد.
2. مرگ در هر حالتی به معنای پایان بازی است و شاهزاده می میرد.
3. تنها حالت پیروزی شکست جعفر و خروج از مرحله 2 است.

- نسخه مکینتاش پس از خروج از مرحله 12 به پایان نمی رسد. در عوض بازیکن باید از یک پل جادویی و کاشی های در حال سقوط عبور کند. پس از آن بازیکن میتواند با وجود مرگ یا پایان زمان به بازی ادامه دهد. قبل از رسیدن به پل با پایان زمان بازی مانند حالت عادی به پایان می رسد.
- نسخه سوپر نینتدو به بازیکنان اجازه می دهد بعد از پایان زمان بدون نجات شاهزاده بازی را به پایان برسانند.

سه نوع تله در بازی وجود دارد که بازیکن باید از آنها دوری کند. این تله ها، تله های تیغه ای، گودال و گیوتین هستند. گرفتار شدن در تله ها منجر به مرگ آنی می شود.
دروازه هایی در بازی وجود دارد که با وایسادن روی سکوی خاصی شروع به باز شدن می کنند. بازیکن باید قبل از بسته شدن دروازه از آن عبور کنند. گاهی اوقات تله های مختلفی بین سکو و دروازه وجود دارد.
شمشیرزنان (جعفر و نگهبانانش) دشمن اصلی بازی هستند. بازیکن در مرحله اول یک شمشیر به دست می آرد که میتواند از آن برای مبارزه با دشمنان استفاده کنند. حرکات بازیکن عبارت اند از: پیشروی، عقب نشینی، جاخالی، دفع کردن و حمله ترکیبی. دشنمان نوار سلامتی مشابه بازیکن دارند و زمانی می میرند که یا نوار شلامتی شان تمام شود یا در یک تله بیفتند.
در مرحله سوم یک اسکلت به زندگی برمیگردد و شروع به مبارزه با بازیکن می کند. اسکلت با شمشیر کشته نمی شود و فقط با افتادن در تله می میرد.
در مرحله چهارم بازیکن با یک تله خاص برخورد می کند. این تله یک آیینه است که بازیکن برای ادامه مرحله مجبور به عبور از آن است. به هنگام عبور از آیینه یک نسخه سایه مانند از بازیکن خارج می شود و سلامت بازیکن را به یک می رساند. این سایه معجون های بازیکن را می دزدد و سعی می کند او را به تله بیندازد. بازیکن نمیتواند به سایه آسیب برساند زیرا از جان خودش هم کم میشود. در نهایت بازیکن در مرحله دوازده با سایه خود اغدام شود.
در مرحله هشتم بازیکن قبل اینکه به خروجی برسد توسط دروازه گیر می افتد. در این مرحله شاهزاده یک موش سفید میفرستد تا دروازه را باز کند و بازیکن بتواند عبور کند.
در مرحله دوازده بازیکن با سایه خود رو به رو می شود. بعد از اغدام شدن با سایه، بازیکن باید با عبور از یک پل نامرئی وارد منطقه جدید شود و با جعفر بجنگد ( بعد از ورود به منطقه جدید، بازیکن با پایان زمان صفحه game over را نمیگیرد و بعد از مردن این صفحه نشان داده می شود). بعد از شکست جعفر طلسم او شکسته می شود و شاهزاده نجات می یابد. زمان باقی مانده به عنوان امتیاز اضافه برای بازیکن در نظر گرفته می شود.

## داستان
داستان بازی در ایران دوره قرون وسطی جریان دارد. در حالی که شاه در حال جنگ است. وزیر او جعفر که یک جادوگر است قصد دارد قدرت را در دست بگیرد. تنها مانع او از قدرت دختر شاه است. جعفر شاهزاده را در برج حبس می کند و او را تهدید می کند که اگر ظرف شست دقیقه با او ازدواج نکند کشته خواهد شد. ( در نسخه سوپر نینتدو به دلیل مراحل طولانی تر و سخت تر این زمان 120 دقیقه است). قهرمان بازی که شاهزاده عاشقش است در سیاه چال قصر اسیر می شود. او برای اینکه بتواند شاهزاده را نجات دهد. باید هنگام درگیری با دشمنان و تله ها، از سیاه چاله فرار کند. به بالای برج برسد و در کمتر از زمان مقرر شده جعفر را شکست دهد.

## توسعه
توسعه بازی بعد از فارغ التحصیلی مکنر در سال 1985 آغاز شد. قبل از آن مکنر بازی کاراته کا را برای شرکت برودرباند توسعه داده بود. بر اختلاف شرکت به جای درخواست نسخه دوم بازی کاراته کا، با آزادی دادن به مکنر از او درخواست یک بازی جدید کردند.[3] مکنر از چندین منبع الهام مختلف مانند بازی های قلعه دکتر کریپ و لود رانر[4]، آثار ادبی مانند هزار و یک شب [5]و فیلم هایی مانند مهاجمان صندوق گمشده [6]و ماجراهای رابین هود برای ساخت بازی استفاده کرده است.[7]
شاهزاده پارسی در زبان برنامه نویسی اسمبلی نوشته شد.[8] مکنر برای انیمیشن ها از تکنیک روتوسکوپی استفاده کرد. تکنیکنی که در آن برای ایجاد انیمیشن های شخصیت ها و حرکاتشان از فیلم های وافعی استفاده می شود. برای ایجاد انیمیشن های شخصیت اصلی، مکنر از برادر کوچیکترش که در حال اجرای حرکات با لباس سفید بود فیلم برداری می کرد.[9] برای ایجاد انیمیشن های مبارزات با شمشیر، مکنر از تکینیک روتوسکوپ بر مبارزه آخر فیلم ماجراهای رابین هود بین ارول فلین و بازیل رتبون استفاده کرد.[7] اگر چه بعدا تکنیک روتوسکوپ به عنوان یک حرکت پیشگامانه در نظر گرفته شد، مکنر بعدا اعتراف کرد که این تکنیک را به علت پیشرفته بودن انجام نداد. بلکه به این دلیل انجام داد که در طراحی و انیمیشن سازی خوب نبود و تکنیک روتوسکوپ را به عنوان تنها راه برای ایجاد حرکات واقع گرایانه قبول داشت. مکنر گفته است که ده دقیقه اول فیلم فیلم مهاجمان صندوق گمشده یکی از منابع الهام اصلی برای حرکات آکروباتیک شخصیت بود.[10]
در ابتدا قرار بود شخصیت اصلی یک فرد غیر خشونت آمیز باشد بنایراین بازی شامل مبارزه نمی شد. ما به دلیل کسل کننده بودن گیم پلی و اصرار همکارش تومی پیرس، مکنر مبارزه با شمشیر و شخصیت سایه را اضافه کرد. بعدا وقتی مکنر توانست از 12 هزار حافظه اضافی کامپیوتر اپل 2 استفاده کند. دشمنان اصلی بازی یعنی نگهبان ها اضافه شدند.[11]
هنگامی که مکنر جلد نسخه سگا جنسیس بازی را دید بسیار ناراحت شد. در جلد نسخه جنسیس شخصیت اصلی که به عنوان لوک اسکای واکر نمایش داده شده است در حال کشتن یک نگهبان سیاه پوست است. اما زمانی که اعتراض خود را مطرح کرد. این نسخه در حال چاپ بود.
برای نسخه کامپیوتر های ژاپنی، کمپانی نرم افزار آرسیس [12]و کمپانی ریول هیل سافت [13] گرافیک بازی را بهبود بخشیدند ظاهر شخصیت اصلی را از نو ظراحی کردند. در این نسخه او دارای عمامه و جلیقه است. این نسخه پایه و اساس نسخه مکینتاش و نسخه های دیگر شد.

## نسخه های بازی
| رسمی                 | رسمی                                                   | رسمی                                   | رسمی                                        |
| نسخه                 | تاریخ عرضه                                             | توسعه دهنده                            | ناشر                                        |
| -------------------- | ------------------------------------------------------ | -------------------------------------- | ------------------------------------------- |
| پی سی-9801           | جولای 1990                                             | نرم افزار آرسیس                        | ریول هیل سافت                               |
| داس                  | سپتامبر 1990                                           | برودرباند                              | برودرباند                                   |
| آمیگا                | اکتبر 1990 دسامبر 1990 (اروپا)                         | ایداس اینترکتیو                        | ایداس اینترکتیو                             |
| آتاری اس تی          | مارچ 1991                                              | برودر باند                             | برودر باند                                  |
| ایکس 68000           | 30 آپریل 1991                                          | ریول هیل سافت                          | ریول هیل سافت                               |
| آمستراد سی پی سی     | جولای 1991                                             | برودی باند                             | برودی باند                                  |
| سم کوپه              | آگوست 1991                                             | کریس پرسیل وایت                        | رولیشن                                      |
| توربوگراف اکس-16     | 8 نوامبر 1991                                          | ریول هیل سافت                          | ریول هیل سافت                               |
| گیم بوی              | ژانویه 1992                                            | ویرجین اینتراکتیو                      | ویرجین اینتراکتیو                           |
| اف ام تون            | ژوئن 1992                                              | ریول هیل سافت                          | ریول هیل سافت                               |
| مستر سیستم           | ژوئن 1992                                              | ایداس اینتراکتیو                       | ایداس اینتراکتیو                            |
| سوپر نینتدو          | 3 جولای 1992 (ژاپن) 1 نوامبر 1993 (اروپا و آمریکا)     | نرم افزار ارسیس                        | ماسایا (ژاپن) کونامی (آمریکا،اروپا)         |
| سگا سی دی            | 7 آگوست 1992 (ژاپن) 1992 (آمریکا) 2 آپریل 1993 (اروپا) | آزمایشگاه بیتس                         | ویکتور اینترتیمنت (ژاپن) سگا (آمریکا،اروپا) |
| ان ای اس             | 2 نوامبر 1992                                          | الیت سیستمز                            | ویرجین گیمز                                 |
| سیستم عامل مک کلاسیک | دسامبر 1992                                            | توسعه نرم افزار پرسانجز                | توسعه نرم افزار پرسانجز                     |
| گیم گیر              | ژانویه 1993                                            | ایداس اینتراکتیو                       | ایداس اینتراکتیو                            |
| جنسیس                | فوریه 1994                                             | ایداس اینتراکتیو (اروپا) تنگن (آمریکا) | ایداس اینتراکتیو (اروپا) تنگن (آمریکا)      |
| گیم بوی کالر         | 15 آپریل 1999                                          | اد مارجین                              | رد ارب اینتتیمنت                            |
| تلفن همراه           | 2007                                                   | گیم لافت                               | گیم لافت                                    |
| ایکس باکس 360        | 13 ژوئن 2007                                           | گیم لافت                               | یوبی سافت                                   |
| پلی استیشن 3         | 23 اکتبر 2008                                          | گیم لافت                               | یوبی سافت                                   |
| بلک بری              | 7 آپریل 2009                                           | گیم لافت                               | گیم لافت                                    |
| آی او اس             | 28 می 2010                                             | یوبی سافت                              | یوبی سافت                                   |
| آی او اس             | 19 دسامبر 2011                                         | یوبی سافت                              | یوبی سافت                                   |
| نینتدو 3DS           | 19 ژانویه 2012                                         | یوبی سافت                              | یوبی سافت                                   |
| نینتدو وی            | 19 ژانویه 2012                                         | یوبی سافت                              | یوبی سافت                                   |
| اندروید              | 13 سپتامبر 2012                                        | یوبی سافت                              | یوبی سافت                                   |

## میراث
شاهزاده پارسی بر پاتفرم های سینمایی مانند دنیای دیگر و فلش بک و همچنین بازی های اکشن ماجراجویی مانند بازی های مهاجم مقبره تاثیر گذاشته اند. چند بازی پلتفرم DOS از مکانیک های مشابه شاهزاده ایرانی استفاده می کنند. ماخ شیوت بازی cruel world را در سال 1993 و استودیو نرم افزار capstone بازی زورو را در سال 1995 ساخت.
این بازی توسظ استودیو gameloft بازسازی و در سال 2007 در  xbox live و در سال 2008 در  شبکه پلی استیشن منتشر شد. این نسخه دارای همان سطح طراحی گرافیکی است اما شامل گرافیک های سه بعدی، انیمیشن های روانتر کنترل های بهتر است. این بازی شامل حالت های جدید مانند (حمله زمانی) و (بقا) است.
طرفداران بازی موفق شده اند با مهندسی معکوس فایل های بازی به کد های بازی دست پیدا کنند. ویرایشگر های مختلفی ایجاد شده است که میتوان مراحل بازی را با آنها تغییر داد. با احتساب ویرایشگر ها و نرم افزار های دیگر حدود 60 ماد برای بازی ایجاد شده است.
در سال 2012 مکنر در سایت Github کد اصلی بازی بر روی پلتفرم اپل 2 را که مدت ها گم شده بود منتشر کرد. یک سند که عملکرد فنی این کد را توصیف می کند در سایت مکنر موجود است.
در سال 2020 مکنر AMA در سایت reddit انجام داد که در آن اظهار داشت که مجلات خود را از توسعه بازی به عنوان کتاب منتشر کند . هر سوالی که در مورد بازی دارند از او بپرسند. 